# Эрнест и Селестина: Приключения мышки и медведя
«Эрнест и Селестина» (фр. Ernest et Célestine) — франко-бельгийский анимационный фильм 2012 года, снятый режиссёрами Стефаном Обье, Венсаном Патаром и Бенжаменом Реннером. Фильм основан на одноимённой серии книг для детей, написанной бельгийской писательницей и художницей Габриэль Венсан. Лента участвовала в кинофестивале в Торонто в 2012 году и в кинофестивале в Гонконге в 2013 году.

## Сюжет

Эрнест и Селестина

Селестина — маленькая мышка, живущая в подземном мире грызунов. Она живёт в детском доме, где старая крыса-воспитательница рассказывает страшные истории о злых медведях, живущих во внешнем мире. Селестина не верит правдивости этих историй. Она любит рисовать, но должна скоро начать изучать стоматологию — специальность, которой обучается каждый грызун. В качестве подготовки она должна лазить по внешнему миру в поисках выпавших зубов медвежат, которые кладут их под подушку. Однажды, когда Селестина пролезла в квартиру медведей, последние обнаружили её и чуть не поймали, но она смогла выпрыгнуть через окно в мусорный бак.
На следующее утро бедный и голодный медведь по имени Эрнест находит Селестину запертой в баке и пытается съесть её. Она уговаривает его не делать этого и приводит его к погребу магазина сладостей, полному конфет. Между медведем и мышкой начинают складываться дружеские отношения. Однако Эрнеста вскоре застаёт владелец магазина и вызывает полицию. Селестина, которой за неуспеваемость дали наказ собрать пятьдесят зубов, освобождает Эрнеста из полицейского фургона, чтобы он помог ей достать зубы из офиса жены владельца магазина сладостей, которая работает дантистом.
Хотя кража изначально кажется успешной, вскоре двое оказываются преследуемыми полицейскими силами как мышей, так и медведей. Им удаётся избежать захвата, уехав на фургоне к хижине Эрнеста, находящейся в лесу за городом. Эрнест изначально неохотно разрешает Селестине остаться у него дома, но они начинают понимать друг друга после того, как он обнаруживает её любовь к рисованию. Он рассказывает ей, что его нынешняя нищета является результатом отказа от желаний его семьи, чтобы он стал судьёй, как его предки, и из-за его собственного желания стать музыкантом. Эрнест и Селестина вместе проводят зиму и начало весны счастливо, хотя их радость несколько омрачается постоянными радиопередачами, заявляющими, что полиции обоих миров все ещё ищут их.
Весной полициям удаётся отследить украденный фургон, и они приходят к хижине. Эрнест оказывается арестован мышами, а Селестина медведями. Они оба одновременно предстают перед судом, на основном этаже и подвале того же здания суда. Хотя каждый из них протестует против несправедливого обращения к ним (причем как к себе, так и в защиту другого), судьи отказываются слушать. Во время судебного разбирательства в здании суда случайно начинается пожар, и в то время, как остальные граждане бегут, Эрнест и Селестина остаются, чтобы спасти своих судей. В благодарность за спасение судьи снимают обвинения против них и выполняют их желание жить вместе.
Воссоединившись в хижине Эрнеста, они решают написать и проиллюстрировать книгу, рассказывая историю их дружбы, хотя несколько приукрашивая действительность, после протестов Селестины, включая часть их встречи, где Эрнест пытался её съесть.

## Роли озвучивали
- Ламбер Вильсон — Эрнест
- Полин Брюннер — Селестина
- Брижитт Виртюд — Люсьена
- Патрис Меленнек — Джордж
- Леонар Луф — Леон
- Доминик Морен — Глава стоматологической клиники
- Энн-Мари Луп — Воспитательница детского дома
- Пьер Батон — Мышь-судья
- Феодор Аткин — Медведь-судья

## Награды и номинации
- 2013 — Премия «Сезар» за лучший анимационный фильм.
- Премия Ассоциации кинокритиков Лос-Анджелеса за лучший анимационный полнометражный фильм
- 2014 — номинация на премию «Энни» в 6 категориях, в том числе за лучший мультфильм года.
- 2014 — номинация на премию «Спутник» за лучший мультфильм года.
- 2014 — номинация на премию «Оскар» за лучший анимационный полнометражный фильм.
- 2012 — Премия SACD в секции «Двухнедельник режиссёров» на Каннском кинофестивале — специальное упоминание.
- 2012 — Приз зрительских симпатий на Международном кинофестивале в Дубае.
- 2013 — Приз детских зрительских симпатий на Мюнхенском кинофестивале.
- 2013 — Премия молодёжного жюри на Международном кинофестивале в Сиэтле.
- 2014 — Приз зрительских симпатий за лучший анимационный фильм на Международном кинофестивале в Портленде.
- 2014 — Премия «Магритт» в номинациях «Лучший фильм», «Лучший режиссёр» и «Лучший звук»[3].

## Продолжение
1 апреля 2017 года состоялась премьера мультипликационного сериала «Эрнест и Селестина»,  состоящего из 26 эпизодов.
14 декабря 2022 года прошла премьера полнометражного продолжения под названием «Эрнест и Селестина: новые приключения». В России мультфильм появился на экранах кинотеатров 9 февраля 2023 года.